# 2012 en droit
Cet article présente les faits marquants de l'année 2012 en droit.

## Évènements
- 20 novembre : journée internationale des droits de l'enfant célébrant l'anniversaire de la convention internationale des droits des enfants (CIDE) adoptée le 20 novembre 1989.

- 10 décembre : journée internationale des droits de l'homme pour honorer l'adoption par l'Assemblée générale des Nations unies et de la proclamation le 10 décembre 1948 de la Déclaration universelle des droits de l'homme.

## Chronologie

### Janvier
- 1er janvier : entrée en vigueur de la Loi fondamentale de la Hongrie.
- 26 janvier : la crise constitutionnelle en Papouasie-Nouvelle-Guinée se poursuit avec une mutinerie dans les forces armées.

### Mars
- 12 mars  Côte d'Ivoire : Guillaume Soro est élu président de l'Assemblée nationale.

### Avril
- 1er avril :  France : entrée en vigueur, pour la France de la convention d'Oviedo du 4 avril 1997 dite « Convention sur les Droits de l'homme et la biomédecine ».
- 26 avril
  -  Pakistan : le Premier ministre Youssouf Raza Gilani est reconnu coupable d’outrage à la justice par la Cour suprême à propos d’une affaire concernant des accusations de corruption contre le président Asif Ali Zardari.
  -  Sierra Leone : Charles Taylor, ancien président du Liberia, est reconnu coupable par le Tribunal spécial pour la Sierra Leone de crimes de guerre et crimes contre l’humanité commis lors de la guerre civile sierra-léonaise.

### Juin
- 1er juin  France : entrée en vigueur d'un nouveau code, le Code des procédures civiles d'exécution.
- 15 juin  Danemark : entrée en vigueur de la loi permettant le mariage entre personnes de même sexe.

### Août
- 3 août  Papouasie-Nouvelle-Guinée : fin de la crise constitutionnelle par le rapprochement des deux anciens adversaires Peter O'Neill et Sir Michael Somare, qui affirmaient tous deux être le premier ministre légitime du pays - l'un soutenu par le Parlement, l'autre par la Cour suprême.

### Septembre
- 25 septembre  France : Total est condamné par la Cour de cassation dans l'affaire Erika[1].

### Décembre
- 10 décembre  États-Unis : règlement à l'amiable dans l'affaire Dominique Strauss-Kahn.
- 11 décembre  Québec : la défense demande le rejet du témoignage de Jeffrey Wigand dans le recours collectifs contre des cigarettiers.

## Décès
- 18 février : Pierre Pactet, professeur de droit et juriste français, spécialiste de droit public et de droit constitutionnel († 9 juin 1923).
- 4 décembre : Suzanne Challe, magistrate française et première présidente d'une cour d'appel.